# 瀨尾司
瀨尾司，是日本的輕小說作家。其作品獲得第17回Fantasia長篇小說大賞的「審査委員賞」；另一部作品——《SKYWORLD 蒼穹境界》在出版第一集首週就進入Oricon文庫排行榜前50名等等。並在成為小說家吧上用“横塚司”的名義投稿和出版小說。

## 創作作品
- （富士見Fantasia文庫、富士見書房）
- 《クジラのソラ（日语：クジラのソラ）》（富士見Fantasia文庫）
- （富士見Fantasia文庫）
- （富士見Fantasia文庫）
- 《SKYWORLD 蒼穹境界》（SKYWORLD）　（富士見Fantasia文庫）
- 《穿越宇宙的少女》　（一迅社文庫、一迅社） [註 2]
- 《圓環的悖論》　（一迅社文庫）
- 《くいなパスファインダー（日语：くいなパスファインダー）》（一迅社文庫）
- 《放課後ランダムダンジョン（日语：放課後ランダムダンジョン）》（一迅社文庫）
- （一迅社文庫） [註 3]
- （一迅社文庫）
- （一迅社文庫）
- 《銀閃戰乙女與封門公主》　（一迅社文庫）
- （一迅社文庫）
- （ハヤカワ文庫JA（日语：ハヤカワ文庫#ハヤカワ文庫JA）、早川書房）
- （一迅社文庫）
- （角川Sneaker文庫、KADOKAWA）
- 《我在異世界裡面臨輔助魔法與召喚魔法的選擇》　（双葉社モンスター文庫（日语：モンスター文庫））[註 4]
- （富士見Fantasia文庫）
- 《魔彈之王與聖泉的雙紋劍》（DASHX文庫）

## 外部連結
- 瀬尾つかさ livedoor Blog （页面存档备份，存于）
- 瀬尾つかさ在「成為小說家吧」上以“横塚司”為名的投稿